# نورا هامنن
نورا هامنن (به سوئدی: Norra hamnen) یک منطقهٔ مسکونی در سوئد است که در بخش مالمو واقع شده‌است. نورا هامنن ۰ نفر جمعیت دارد.